# 若井はんじ・けんじ
若井 はんじ・けんじ（わかい はんじ・けんじ）は、日本の兄弟漫才コンビ。昭和時代の高度経済成長期に活動した。略称は「はんけん」。同世代の「柳柳」こと上方柳次・柳太としのぎを削った。

## メンバー
- 若井 はんじ（わかい はんじ、1933年10月7日[1] - 1976年2月6日（42歳没）[2]）

兄。本名：若井 輝雄（わかい てるお）。ボケ担当。愛称は「はんちゃん」。
漫才師だった両親の巡業先の京都富貴席の楽屋で生まれる。子供のころからトランペット、ドラムといった楽器演奏をはじめとしたあらゆる芸を仕込まれた。1946年、12歳の時に「荒川照坊」の名で両親とトリオを組み、巡業先の愛知県半田市で初舞台。翌年、父親がメチルアルコールの多量摂取で死去したため、母子のコンビとなる。
短期間弟と漫才コンビを組んだのち、2代目大江美智子率いる名古屋市の女剣劇一座「大美劇団」に座長として入団。
はんじ・けんじとして活動中の1975年に胃癌のため入院。一時快方に向かうが、同年12月に再入院し、翌年死去。癌であることは本人に知らされないままだった。
- 若井 けんじ（わかい けんじ、1935年4月18日 - 1987年11月26日（52歳没）[5]）

弟。本名：若井 修身（わかい おさみ）。ツッコミ担当。愛称は「けんちゃん」。
両親の巡業先の愛知県で生まれる。幼いころの病気で鼓膜が破れ右耳が全く聞こえなかった。
短期間兄と漫才コンビを組んだのち、はんじ・けんじ結成までは芸人を休業。
はんじに先立たれたのち、同様に相方を病で失っていた上方柳次とコンビを結成するが、解散。その後はファンの仲介で天王寺のスナックのマスターとなったり、シャッター製造会社を設立したりするなどしたのち、1983年9月に東大阪市議選に出馬し、初当選。民社党会派に所属。2期目を目指した1987年9月には、両足の付け根の骨が委縮する難病で入退院を繰り返した影響で選挙活動が思うように行なえず、また定数削減のあおりを受け35票差の次点で落選し、芸能界に復帰。漫談をしていたが、同年11月25日に大阪市内で自動車事故を起こし重体となり、翌日内臓破裂のため大阪市生野区の病院で死去した。

## コンビ略歴
1948年、名古屋市の寄席において、「荒川福児・笑児」の名で兄弟初舞台を踏む（のちのはんじが福児、けんじが笑児）。はんじと舞台に立っていた千夜子はこのとき裏方に回る。幼少期に長く名古屋を拠点としていた影響で、後年まで名古屋なまりが残った。やがて旅回りの浪曲師・宮川右近の紹介で北海道を拠点とするが、右近がギャラを持って失踪する。
ブランクの末、ふたりは音楽ショウののらくろショウの紹介で帰阪し、籠寅興行のもとで活動を再開させる。漫才のかたわら軽演劇団で活動していたが、公演の移動中、新世界で暴力団とタクシーの乗降をめぐるトラブルが起き、はんじが胸を刺されて負傷する。これが原因となり、劇団は解散する。
はんじは失意のあまり、酒を暴飲する日々を過ごす。その様子を見た漫才作家秋田實が、ふたりの再起を図り、上方演芸（のちの松竹芸能）にスカウトする。
1957年に「福児・笑児」として新花月に出演。1959年に「デイト チック・ヤング」と改名（のちのはんじがチック、けんじがヤング）。1960年10月に「若井はんじ・けんじ」と改名し、道頓堀角座で披露興行を行った。1964年から1973年にかけ、MBSテレビ『ダイビングクイズ』の司会を務め、人気を博した。1968年よりケーエープロダクションに在籍。

### 受賞歴
- 1966年 第1回上方漫才大賞 新人賞[2]
- 2011年 第15回上方演芸の殿堂入り[3]

## 家族・親族
- ふたりの祖父は荒川千成門下の初代荒川ラジオ。
- 両親は同門の荒川久丸・千夜子[2][3]。
- はんじの妻は「大美劇団」で女同士の漫才をやっていた元座長。はんじ・けんじが売れ始めたころに引退。後に離婚。
- けんじの最初の妻は、はんじ・けんじの両親と親交があった元芸人の興行師・河内家目玉の次女・加茂川ちどり。結婚後すぐにけんじの浮気が原因で離婚。けんじはその後、電気店の娘と再婚。村山実が仲人を務めた[4]。

## 弟子
直弟子
- 若井ろくじ・はちじ[11]
- 若井ぼん・はやと
- 若井小づえ・みどり
- 若井チック・ヤング
- 若井けいじ・えいじ

孫弟子
- ぼん・はやとのぼんの弟子
  - ミッサン
- ぼん・はやとのはやとの弟子
  - ホープユタカ
  - 山田雅人
  - 森脇健児
  - 若井りき・ゆうき
  - 黒井博之
  - 宮崎げんき
  - 大阪キッズ
  - 若井やるき・たまる
  - 若井ひでと
  - 竹井輝彦（ビッグブラザーズ）

- 小づえ・みどりの小づえの弟子
  - 若井のん・のこ
- 小づえ・みどりのみどりの弟子
  - 若井気合・こころ
  - 豊間若葉
- けいじ・えいじのけいじの弟子
  - 若井めがね・かめら
  - 若井しもべ

## 芸風・ギャグ
テンポの早いやりとりで知られ、はんじの「頭の先までピーコピコ」や「ゴメ〜ンネ」といったギャグが流行語となった。
もともと「頭の先までピーコピコ」は、はんじの口癖であった。永六輔がこれに注目し、彼らのために自身初めての漫才台本を書いた際、つかみネタに入れた。これが舞台でウケたので、その後ギャグとして定着した。1970年代の大阪を舞台にした映画『岸和田少年愚連隊 BOYS BE AMBITIOUS』（1996年）の作中、岡村隆史が演じる小鉄がこのギャグを言うシーンがある。

## 出演

### テレビ
ドラマ
- 水戸黄門 第8部 第21話「黄門さまも人の親 -高松-」（1977年12月5日、TBS / C.A.L） - 講釈師 ※けんじのみ
- 日本名作怪談劇場 第10話「怪談 死神」（1979年、12ch）- 上州屋の番頭 ※けんじのみ

その他
- ダイビングクイズ（毎日放送）

### ラジオ
- そらゆけ電話と歌謡曲 テレフォンクイズ（朝日放送ラジオ）
- はんじ・けんじのニュース法廷（ラジオ大阪）
- 東海ラジオショーナイター（東海ラジオ）

### 映画
- スチャラカ社員（松竹、1966年）
- とむらい師たち（大映、1968年）- 若いパパ（はんじ）、ダンプの運転手（けんじ）
- 妖怪大戦争（大映、1968年）- 代官所門番 役